# Nári
Nári (Planalto de Nari, Dataran Nari) ist ein Plateau im Norden von Lautém, der östlichsten Gemeinde von Osttimor. Es liegt nördlich des Fuiloro-Plateaus zwischen den Orten Raça, Puno (Suco Pairara) und Parlamento.
Das Plateau erreicht eine Höhe von 589 m. Das Gebiet ist bewaldet, das Zentrum ist kaum besiedelt.